# 米訥拉莫特 (密蘇里州)
米訥拉莫特（英語：Mine La Motte）是位於美國密蘇里州麥迪遜縣的普查規定居民點。

## 歷史
米訥拉莫特的郵局於1840年設立，其後於1985年停運。

## 人口
根據2020年美國人口普查的數據，米訥拉莫特的面積為8.73平方千米，當中陸地面積為8.47平方千米，而水域面積為0.25平方千米。當地共有人口364人，而人口密度為每平方千米41.7人。